# Pachycordyle inkermanica
Pachycordyle inkermanica är en nässeldjursart som först beskrevs av Marfenin 1983.  Pachycordyle inkermanica ingår i släktet Pachycordyle och familjen Oceanidae.
Artens utbredningsområde är Svarta Havet. Inga underarter finns listade i Catalogue of Life.